# Nabuzaradan

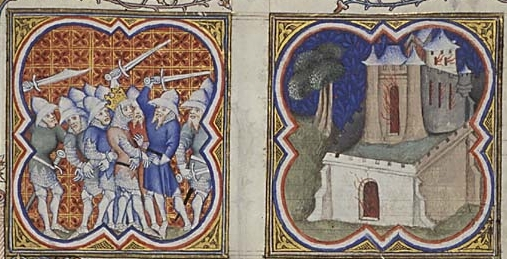
Illustration de la destruction par Nabuzaradan de Jérusalem et de son Temple dans la Bible historiale

Nabuzaradan (hébreu : נבוזראדן Navouzaradan, de l’akkadien Nabu-zēr-iddina « Nabû a donné une engeance ») était le capitaine de la garde de Nabuchodonosor II. Sous les ordres de son roi, il met le feu à Jérusalem, détruit son Temple, rase ses murs, exécute des partisans de Sédécias et déporte 745 personnes en Babylonie. Pour ces raisons, son titre officiel de rab nu'hatimme que la Bible avait traduit par rav hataba'him (« maître des cuisiniers »), devient dans la littérature judéo-araméenne « ministre des massacres ». Toutefois, il aurait, selon plusieurs traditions rabbiniques réalisé l’étendue de ses actes et s’en serait repenti jusqu’à la conversion au judaïsme.